# DJ Valdi
José Manuel González Valderas (n. Cartagena, España, 2 de junio de 1979) conocido artísticamente como DJ Valdi, es un DJ y productor musical de música dance y electro latino y colaborador de televisión español.

## Biografía
Nacido en la ciudad de Cartagena en el año 1979.
Durante su juventud inició su carrera musical pinchando en las fiestas de su grupo Scouts.
En 1999, comenzó a trabajar como técnico de sonido en el programa radiofónico despertador de Los 40 Principales, Anda Ya gracias a haber realizado un megamix llamado "Anda Ya Mix" el año anterior (no fue el único, el sevillano Jorge Díaz realizó otro en el año 1999). haciendo un casting con Juanma Ortega en el que lo primero que hace, es editar una entrevista (en la cual deja fragmentos de silencio para así darle naturalidad, a lo que Juanma le contrata de inmediato
Tras haber trabajado como técnico durante unos años, pasó a estar bajo las órdenes de Pablo Motos en el programa No somos nadie de M80 Radio durante 4 años, seguidamente dio el salto a la televisión en el programa presentado también por Pablo Motos, El hormiguero del canal Cuatro en el cual pertenece actualmente pero bajo el nombre de El hormiguero 3.0 y en Antena 3.
A su vez en el año 2010, volvió a Cuatro TV con el programa Tonterías las justas presentado por Florentino Fernández (Flo) y colaborado diariamente por Anna Simon, Dani Martínez y Romina Belluscio, en el que fue encargado de la música y donde creó diversos álbumes recopilatorios, en los cuales mezclaba el megamix.
En 2012 junto a Flo y dos de sus colaboradores, se trasladaron a Neox con el programa Otra movida en el también fue encargado de su música, creó álbumes recopilatorios incluyendo canciones de creación propia y obtuvo una gran posición mediática.
En 2013 junto al mismo equipo, pasó al programa Así nos va de La Sexta que finalizó el 28 de junio del mismo año tras no haberse realizado su tercera temporada.
Igualmente además de su labor televisiva, trabaja como deejay independiente bajo el nombre artístico de DJ Valdi, colaborando activamente para sellos discográficos como Blanco y Negro Music, Universal Music Group y Roster Music.
También ha pinchado en numerosas salas y discotecas y en grandes eventos y festivales multitudinarios de gran prestigio como el Open Summer 2013 de Gran Canaria, Playa 40 Pop de Murcia, Feria Mar de Libertades de Cádiz, Copea Sanitaria de Granada, Partydance de Valladolid, etc y anteriormente en los conocidos eventos de los programas en los que trabajaba, la llamada Macrogamba de Tonterías las justas y en el espectáculo de Otra movida.
Ha compartido cartel en conciertos de artistas de reconocimiento internacional como son, Pitbull, Daddy Yankee, Juan Magán, Dj Nano, Henry Méndez, Mohombi y demás y también ha trabajado para artistas como Peter Pou, Danny Ulman, el grupo Lori Meyers, etc.
Sus videoclip, suman millones de visitas en You Tube y algunas de sus producciones han sido incluidas las listas de los mejores recopilatorios del país con Caribe Mix 2012 y 2013, Máxima FM Compilation Vol.14, Anual 2013, Disco Estrella 2013, Ibiza Mix 2013, Blanco y Negro Hits 2013 entre otros.
Algunos de sus temas propios y en colaboración más recientes y destacados son las canciones Donde están las chicas, Summer is Crazy, La gente quiere fiesta, Love Forever, Todo Loco, Wanna Dance (logró el récord de permanencia en Máxima FM), Macarena y Can You Feel The Love. En 2014, ha dado un giro a su estilo musical hacía sonidos EDM combinados con un potente saxo junto con la vocalista Ethernity para brindarnos Sax on the beach, que fue muy popular durante ese año.
A principios del año 2017, estrenó un nuevo tema,  Love inside, actualmente muy escuchado en todas las emisoras de radio españolas.